# Crocidura nigripes
Crocidura nigripes е вид бозайник от семейство Земеровкови (Soricidae).

## Разпространение
Видът е разпространен в Индонезия.